# René Kollo

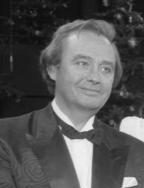
René Kollo en 1986, en un concierto benéfico para la ZNS- Fundación Hannelore Kohl

René Kollo (René Kollodzieyski) (Berlín, 20 de noviembre de 1937) es un tenor alemán. 
Su abuelo - Walter Kollo (1878-1940) - y su padre - Willi Kollo (1904-1988) - fueron compositores de opereta y canciones berlinesas, el tenor pertenece a una dinastía musical familiar y se ha destacado en opereta, ópera y especialmente como tenor heroico wagneriano.
Inicialmente interesado en dirección musical fue la profesora Elsa Varena quien reparó en sus dotes vocales. Primero como cantante popular y de jazz y luego lírico debutó en Braunschweig en 1965. En 1967 comenzó su carrera en la Deutsche Oper am Rhein en Düsseldorf. Posteriormente cantó en Múnich, Frankfurt, Milán (Matteo de Arabella en La Scala, 1970) y Lisboa.
Su consagración llegó en el Festival de Bayreuth en 1969 como Timonel en Der fliegende Holländer, cantando el papel de Erik en la misma ópera en 1970, Lohengrin en 1971, Walter en 1973, Parsifal en 1975, Siegfried entre 1976 y 1978 (en el conocido Anillo del Centenario) y Tristán en 1981 y 1982. Fuera de Bayreuth también canto Tannhäuser, siendo especialmente reconocida su grabación en estudio de 1971 dirigida por Georg Solti, con Christa Ludwig y Helga Dernesch.
En el Metropolitan Opera cantó Lohengrin (1976, con James Levine) y Ariadne auf Naxos (1979).
Otros roles fueron Max, el Emperador (La mujer sin sombra), Palestrina (Pfitzner), Canio, Hermann, Peter Grimes, Otello, Florestan y en opereta, género que también compone siguiendo la tradición familiar.
Se retiró de la escena en el 2000 dedicándose a la dirección escénica. Anteriormente fue director del teatro berlinés de operetas Metropol.
Se casó en primeras nupcias con la cantante Dorthe Larsen con quien tuvo su hija Nathalie (1967-, cantante y actriz) y en 1982 con Beatrice Bouquet con quien tuvo a Florence, Magali y Oliver Walter.

## Discografía de referencia
- Beethoven: Fidelio / Bernstein (CD y DVD)

- Beethoven: Sinfonía n.º 9 / Karajan

- D'Albert: Tiefland / Janowski

- Franck: Les Béatitudes / Kubelik

- J. Strauss Jr: Wiener Blut / Paulik

- J.Strauss: Die Fledermaus / Carlos Kleiber

- Kálmán: Die Csárdásfürstin / Grund (DVD)

- Korngold: Die tote Stadt / Leinsdorf

- Lehár: Das Land Des Lächelns / Ebert

- Léhar: The Merry Widow / Karajan

- Mahler: Das Lied von der Erde / Karajan

- Mahler: Das Lied Von Der Erde / Leonard Bernstein (DVD)

- Mahler: Sinfonía n.º 8 / Georg Solti

- Mozart: Die Zauberflöte / Solti

- Strauss: Arabella / Rennert

- Strauss: Arabella / Solti (DVD)

- Strauss: Ariadne auf Naxos / Karl Böhm (DVD)

- Strauss: Ariadne Auf Naxos / Solti

- Strauss: Die Frau ohne Schatten / Wolfgang Sawallisch

- Wagner: Der Fliegende Holländer /Solti

- Wagner: Parsifal / Solti

- Wagner: Die Meistersinger von Nürnberg / Karajan

- Wagner: Die Meistersinger von Nürnberg/ Solti

- Wagner: Tannhäuser / Solti

- Wagner: Der Ring Des Nibelungen / Sawallisch

- Wagner: Der Ring Des Nibelungen / Marek Janowski

- Wagner: Lohengrin / Karajan

- Wagner: Rienzi / Hollreiser

- Wagner: Rienzi / Sawallisch

- Wagner: Tristan und Isolde / Carlos Kleiber

- Wagner: Tristan und Isolde / Barenboim (DVD)(Jean Pierre Ponnelle)

- Weber: Der Freischütz / Kubelik

- Weill: La ópera de tres centavos / Mauceri